# Via del Corso
Via del Corso (på svenska ibland Corson) är en gata i Rom i Italien. Den sträcker sig rakt igenom centrala Rom, mellan Piazza Venezia och Piazza del Popolo. Längden är strax över 1,5 kilometer. Corson kallades förr för Via Lata, vilket var det namn Via Flaminia fick efter att ha passerat Porta del Popolo. Via Lata syftade på dess bredd (latus, latin för ’bred’). I kejsartidens Rom var gatan ovanligt bred.
Via Lata är numera en kort gatstump som utgör en tvärgata till Via del Corso. Vid denna lilla gata finns en liten fontän – Fontana del Facchino – som föreställer en vattenbärare. Han är iklädd den romerske bärarens karakteristiska barett och blus. 
Via Lata har även givit namn åt en av Roms barockkyrkor, Santa Maria in Via Lata, vars fasad är ett verk av Pietro da Cortona.
Nuförtiden är norra delen av Via del Corso gågata, kantad av affärer och tätt trafikerad av turister.

## Bilder
| - Santa Maria in Via Lata. - Fontana del Facchino. - Santi Ambrogio e Carlo al Corso. |